# Campionato Mato-Grossense
Il Campeonato Mato-Grossense è il campionato di calcio dello stato del Mato Grosso, in Brasile. È organizzato dal 1943 dalla Federação Matogrossense de Futebol (FMF). Fino al 1978 anche le squadre del Mato Grosso do Sul disputavano il Campeonato Mato-Grossense, in quanto il Mato Grosso e il Mato Grosso do Sul formavano un unico stato.

## Stagione 2025
- Academia (Rondonópolis)
- CEOV (Várzea Grande)
- Cuiabá (Cuiabá)
- Luverdense (Lucas do Rio Verde)
- Mixto (Cuiabá)
- Nova Mutum (Nova Mutum)
- Primavera (Primavera do Leste)
- Sport Sinop (Sinop)
- União Rondonópolis (Rondonópolis)

## Albo d'oro
- 1943 Mixto/Paulistano-MT[1]
- 1944 Americano
- 1945 Mixto
- 1946 Atlético Matogrossense
- 1947 Mixto
- 1948 Mixto
- 1949 Mixto
- 1950 Atlético Matogrossense
- 1951 Mixto
- 1952 Mixto
- 1953 Mixto
- 1954 Mixto
- 1955 Atlético Matogrossense
- 1956 Atlético Matogrossense
- 1957 Atlético Matogrossense
- 1958 Dom Bosco
- 1959 Mixto
- 1960 Dom Bosco
- 1961 Mixto
- 1962 Mixto
- 1963 Dom Bosco
- 1964 CEOV
- 1965 Mixto
- 1966 Dom Bosco
- 1967 CEOV
- 1968 CEOV
- 1969 Mixto
- 1970 Mixto
- 1971 Dom Bosco
- 1972 CEOV
- 1973 CEOV
- 1974 Operário (CG)
- 1975 Comercial (CG)
- 1976 Operário (CG)
- 1977 Operário (CG)
- 1978 Operário (CG)
- 1979 Mixto
- 1980 Mixto
- 1981 Mixto
- 1982 Mixto
- 1983 CEOV
- 1984 Mixto
- 1985 CEOV
- 1986 CEOV
- 1987 CEOV
- 1988 Mixto
- 1989 Mixto
- 1990 Sinop
- 1991 Dom Bosco
- 1992 Sorriso
- 1993 Sorriso
- 1994 CEOV
- 1995 CEOV
- 1996 Mixto
- 1997 EC Operário
- 1998 Sinop
- 1999 Sinop
- 2000 Juventude
- 2001 Juventude
- 2002 CEOV
- 2003 Cuiabá
- 2004 Cuiabá
- 2005 Vila Aurora
- 2006 Operário FC
- 2007 Cacerense
- 2008 Mixto
- 2009 Luverdense
- 2010 União Rondonópolis
- 2011 Cuiabá
- 2012 Luverdense
- 2013 Cuiabá
- 2014 Cuiabá
- 2015 Cuiabá
- 2016 Luverdense
- 2017 Cuiabá
- 2018 Cuiabá
- 2019 Cuiabá
- 2020 Nova Mutum
- 2021 Cuiabá
- 2022 Cuiabá
- 2023 Cuiabá
- 2024 Cuiabá
- 2025 Primavera

## Titoli per squadra
Le squadre contrassegnate da un asterisco (*) non sono più attive.
| Squadra                  | Città              | Titoli |
| ------------------------ | ------------------ | ------ |
| Mixto                    | Cuiabá             | 24     |
| Cuiabá                   | Cuiabá             | 13     |
| CEOV                     | Várzea Grande      | 12     |
| Dom Bosco                | Cuiabá             | 6      |
| Atlético Matogrossense * | Cuiabá             | 5      |
| Operário (CG)            | Campo Grande       | 4      |
| Sinop                    | Sinop              | 3      |
| Luverdense               | Lucas do Rio Verde | 3      |
| Juventude                | Primavera do Leste | 2      |
| Sorriso                  | Sorriso            | 2      |
| EC Operário              | Várzea Grande      | 1      |
| Comercial (CG)           | Campo Grande       | 1      |
| Americano *              | Cuiabá             | 1      |
| Vila Aurora              | Rondonópolis       | 1      |
| Cacerense                | Cáceres            | 1      |
| União Rondonópolis       | Rondonópolis       | 1      |
| Nova Mutum               | Nova Mutum         | 1      |
| Operário FC              | Várzea Grande      | 1      |
| Paulistano *             | Cuiabá             | 1      |
| Primavera                | Primavera do Leste | 1      |